# Панония Валерия
Панония Валерия или само Валерия (на латински: Pannonia Valeria) е провинция на Римската империя в римската провинция Долна Панония. Образвувана е по времето на император Домициан през 296 г. като дивизия в днешните Унгария и Хърватия. Столица на провинцията е град Sopianae (днес Печ).
Провинцията е управлявана от дук (dux Valeriae ripensis). Столица на провинцията е град Sopianae (днес Печ). Във Валерия е бил стациониран II Спомагателен легион.
През 5 век територията е превзета от хуните и влиза в Остготското кралство.

## Известни главни командири на провинция Валерия
| Име       | Служебно название                                             | Време                                 | Бележки |
| Августиан | viro clarissimo comite ordinis primi et duce Valeriae limitis | 364/365 – 367                         | Споменат в строеж от Есзтергом, вер. към крепостта Kastell Esztergom–Hideglelőskereszt.                                       |
| Теренций  | 367/368 до най-късно 371                                      | Строене на вътрешни крепости и лимес. | |
| Фригерид  | vir perfectissimus, dux Valeriae                              | от най-късно 371 до 373/374           | Фригерид е вер. от германски произход. Строене на вътрешни крепости и лимес.                                                  |
| Марцелиан | dux Valeriae                                                  | от 373/374                            | Марцелиан е роден панонец. Работите на лимеса прекъсват, заради война 374 – 375 г. против германи и сармати (Limes Sarmatiae) |